# Motorrijdersactiegroep MAG

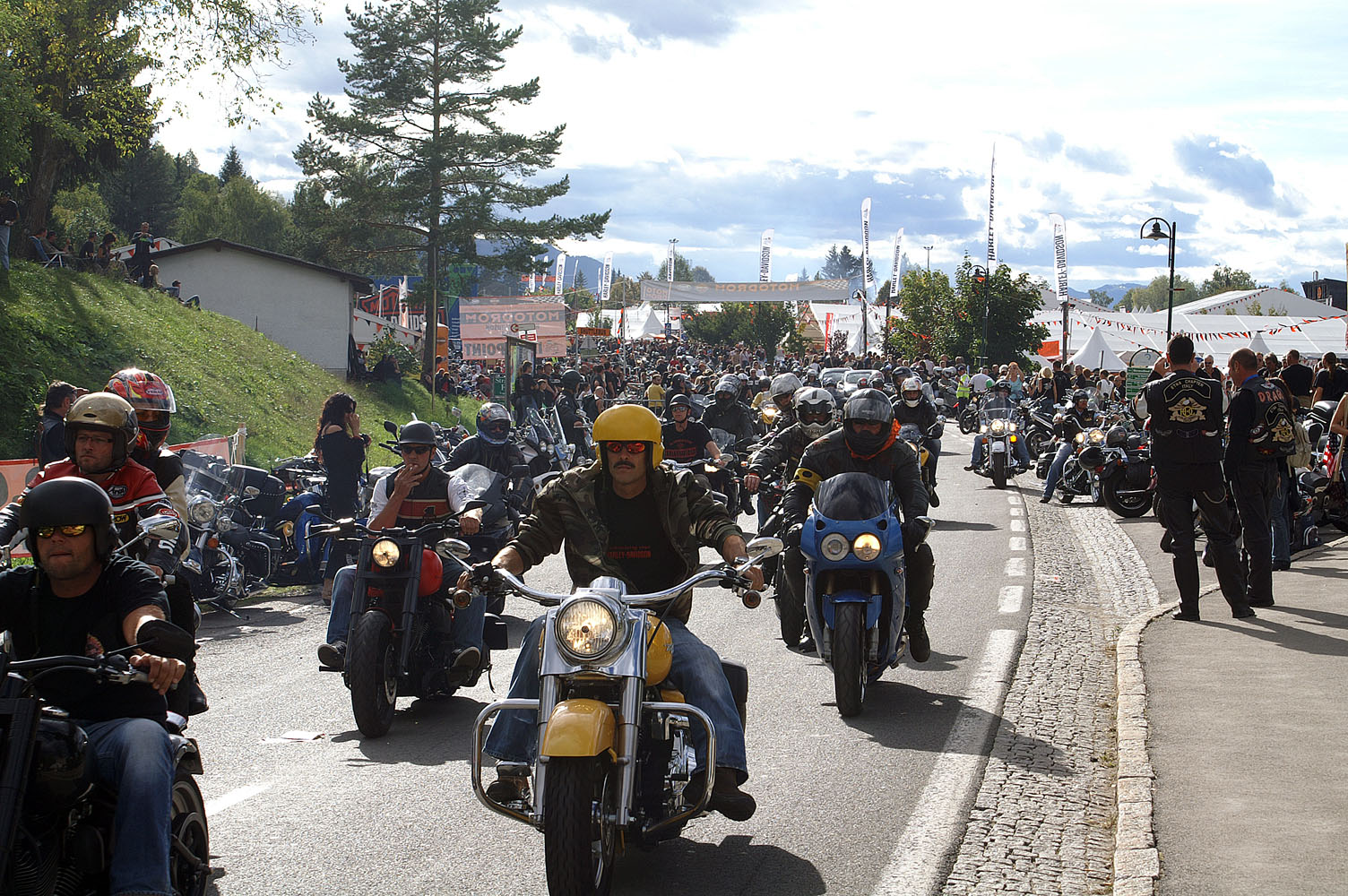

De Motorrijdersactiegroep MAG is een Nederlandse belangenvereniging van motorrijders.

## Organisatie
De MAG werd in 1988 opgericht uit onvrede over hoe de overheid met motorrijdersbelangen omging. De organisatie zet zich in voor veilig, vrij en betaalbaar motorrijden. De beleidsmedewerker en de hoofdredacteur, beide ook woordvoerder, zijn de enige twee betaalde medewerkers van de MAG. De organisatie bestaat verder uit een bestuur en een groot aantal vrijwilligers. Kernfuncties zijn onder meer de coördinatoren voor de MAG-meldpunten Rood licht en Gevaarlijke wegsituaties, de clubcoördinator die contacten met de ongeveer 90 aangesloten motorclubs onderhoudt, en de vrijwilligerscoördinator.
Een individueel lidmaatschap kost 38 euro (MAGazine thuisbezorgd) of 20 euro (MAGazine als download) per kalenderjaar. Motorclubs- en verenigingen betalen 1,35 euro per lid per kalenderjaar. Deze tarieven gelden vanaf 01-01-2024. 

## Activiteiten
De MAG is de enige fulltime belangenbehartiger voor motorrijders in Nederland. De activiteiten van de organisatie zijn te volgen op social media en de website, en in het vijf maal per jaar verschijnende MAGazine. Enkele voorbeelden: 

##### Vrijheid
Met geluidsoverlast als voornaamste klacht dreigt een groeiend aantal wegen voor motorrijders afgesloten te worden. De MAG verzet zich tegen deze afsluitingen, waarbij de hele groep motorrijders gestraft wordt voor de door een kleine groep veroorzaakte overlast. De organisatie tekent waar nodig bezwaar aan, gaat in gesprek met bewoners, wegbeheerders en andere betrokken en daagt partijen voor de rechter. De MAG is daarnaast initiator van 'Te luid geluid is uit', een door vrijwel alle motorrijdersorganisaties, tal van clubs en de grote motormedia gedragen campagne die motorrijders oproept om rekening met hun omgeving te houden: de oplossing moet van twee kanten komen.
De MAG promoot het dragen van veilige motorkleding maar is tegen een verplichting op het dragen ervan; zo'n verplichting zou dan moeten gelden voor iedereen die zich zonder kooiconstructie met meer dan 25 km/u over de weg beweegt.

##### Veiligheid
Bij het MAG-meldpunt Gevaarlijke wegsituaties komen jaarlijks tientallen meldingen binnen, onder meer over gaten in de weg, slecht zichtbare of in bochten geplaatste drempels, obstakels langs de weg of het ontbreken van motorvriendelijke onderplanken. De MAG neemt contact op met de verantwoordelijke wegbeheerder om deze probleemsituaties op te lossen.
De MAG geeft in MAGazine en online-artikelen voorlichting over (het belang van) veilige motorkleding.

##### Betaalbaarheid
De MAG is tegen een motor-apk; de technische staat van een motorfiets is in minder dan 1% van de motorongevallen als oorzaak aan te wijzen. Tegen geluidsoverlast door illegale (open of gemanipuleerde) uitlaten is een apk niet effectief: een foute uitlaat is in een handomdraai door een legale uitlaat te vervangen. Verzegelen is met het oog op onderhoud niet haalbaar.
De MAG spreekt de overheid aan op het uitblijven van een aankoopsubsidie voor elektrische motorfietsen, waar die wel voor elektrische auto's geldt.

##### Netwerk
De MAG onderhoudt directe contacten met Den Haag en waar nodig met regionale en lokale overheden. Verder is er een uitgebreid netwerk met contacten bij politie, RAI Vereniging, BOVAG, VVN en andere relevante partijen, met wegenbouwers en infra-producenten, rij-instructeurs, vertegenwoordigers uit de motorhandel en andere partijen. De organisatie verschijnt met regelmaat in de landelijke en regionale pers.
De MAG maakt deel uit van het Motorplatform.